# Lombard, Illinois
Lombard är en ort (village) i DuPage County, i delstaten Illinois, USA. Enligt United States Census Bureau har orten en folkmängd på 43 462 invånare (2011) och en landarea på 26,6 km².